# Maoricicada clamitans
Maoricicada clamitans är en insektsart som beskrevs av John S. Dugdale och Fleming 1978. Maoricicada clamitans ingår i släktet Maoricicada och familjen cikador. Inga underarter finns listade i Catalogue of Life.